# Piotr Wojtasik

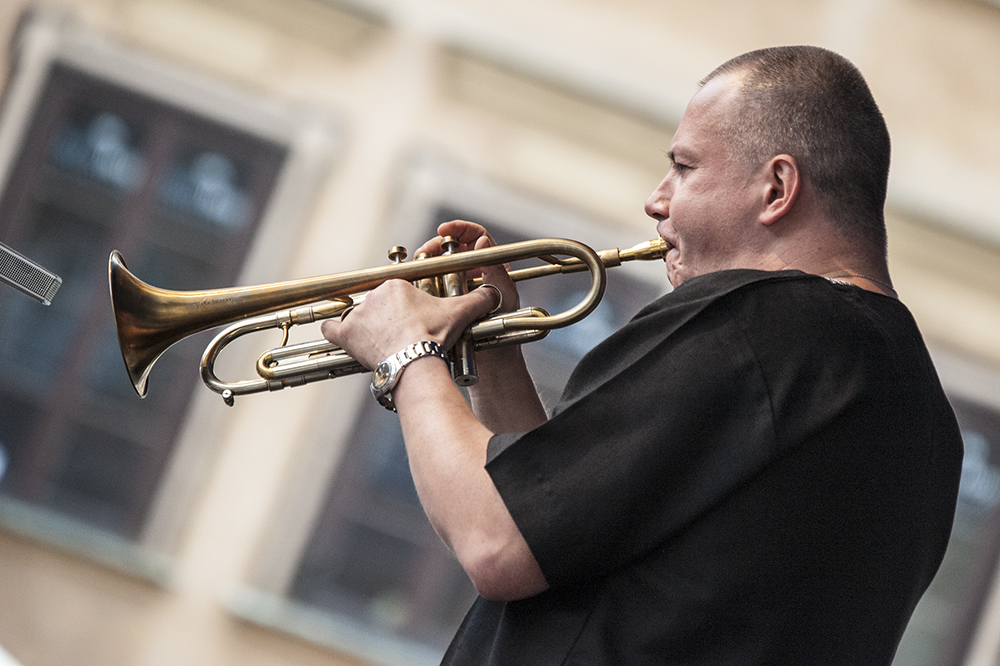
Piotr Wojtasik na scenie w Rynku Starego Miasta w Warszawie, lipiec 2012. Seria imprez Jazz na Starówce.

Piotr Wojciech Wojtasik (ur. 10 czerwca 1964 we Wrocławiu) – polski trębacz jazzowy, absolwent Wydziału Jazzu i Muzyki Rozrywkowej Akademii Muzycznej w Katowicach, wykładowca Akademii Muzycznej w Katowicach i Akademii Muzycznej im. Karola Lipińskiego we Wrocławiu.
Współpracuje z takimi muzykami jak: John Betsch, Joris Teepe, Viktor Tóth, Steven McCraven, Nicolas Simion, Michał Barański, Michał Miśkiewicz, Kazimierz Jonkisz, Michał Tokaj. Od lat zapraszany jest do współpracy przez legendarnego saksofonistę Billy’ego Harpera. Brał udział w licznych projektach specjalnych z udziałem muzyków tj.: Kenny Garrett, Joe Lovano czy Archie Shepp. Równocześnie występował jako sideman w innych zespołach, w skład których wchodzili muzycy takiej rangi, jak: Victor Lewis, George Cables, Kirk Lightsey czy Joe LaBarbera. Jest cyklicznie zapraszany do międzynarodowych projektów, takich jak: Michel Donato Quintet czy European Jazz Ensemble. 
Gościnnie wziął udział w nagraniu ponad kilkudziesięciu albumów. Na swoim koncie ma 14 autorskich płyt, które zdobyły wysokie uznanie wśród krytyków i melomanów. Albumy „Circle” oraz „Hope” otrzymały prestiżową nagrodę polskiej branży muzycznej – Fryderyka. Pozostałe, w większości, były do niej nominowane – w tym album „VOICES” zawierający oryginalne kompozycje na septet jazzowy i chór synagogalny. Sam Wojtasik otrzymał dwa Fryderyki: w 2003 oraz w 2008 roku, w kategorii Jazzowy Muzyk Roku. Wielokrotnie zwyciężał w rankingu Jazz Top magazynu Jazz Forum. W 2020 roku odznaczony Srebrnym Krzyżem Zasługi.

## Dyskografia
| - Lora Szafran – Lonesome Dancer (1989, Polskie Nagrania Muza) - Kobranocka – Kwiaty na żywopłocie (1990, ZPR) - Jarek Śmietana – Ballads And Other Songs (1993, Starling) - Piotr Wojtasik – Piotr Wojtasik (1993, Polonia Records) - Volker Greve & Krzysztof Popek Quintet – Places (1993, Power Bros) - Piotr Wojtasik – Lonely Town (1995, Power Bros) - Krzysztof Herdzin – Chopin (1995, Polonia Records) - Jan Ptaszyn Wróblewski – Made In Poland (1995, Gowi) - Leszek Dranicki – Duet (1996, Gowi) - Leszek Możdżer – Talk To Jesus (1996, Gowi) - Piotr Wojtasik – Quest (1996, Power Bros) | - Hey – Cegiełka na rzecz ofiar powodzi – Moja i twoja nadzieja (1997, PolyGram Polska) - Piotr Wojtasik Quintet Ft. Tomasz Szukalski – Escape (1999, Power Bros) - Piotr Wojtasik – Hope (2001, Power Bros) - Jacek Kochan – Another Blowfish (2002, Not Two Records) - Piotr Wojtasik – Colors (2005, SOJazz Records) - Piotr Wojtasik – We Want To Give Thanks (2006, SOJazz Records) - Krzysztof Puma Piasecki – Wild Cats (2006, Polskie Radio Opole) - Piotr Wojtasik – Circle (2007, SOJazz Records) - Michał Grott – Grottmusic (2009, Subito) - Piotr Wojtasik – Old Land (2013, SOJazz Records) - Piotr Wojtasik – Amazing Twelve (2014, SOJazz Records) - Piotr Wojtasik - Tribute to Akwarium (2017, Indygo Records) - Piotr Wojtasik - To Whom it May Concern (2018, Indygo Records) - Piotr Wojtasik - Voices (2022, Indygo Records) - Piotr Wojtasik - Inscape (2025, Indygo Records) |  |

## Nagrody i wyróżnienia
| Rok  | Kategoria          | Tytułem        | Nagroda                                         | Nota      | Źródło |
| ---- | ------------------ | -------------- | ----------------------------------------------- | --------- | ------ |
| 1992 | n.d.               | Piotr Wojtasik | Nagroda Muzyczna Programu Trzeciego – „Mateusz” | Laur      | [ 29 ] |
| 1995 | Album roku – jazz  | Lonely Town    | Fryderyki 1995                                  | Nominacja | [ 30 ] |
| 1999 | Jazzowy album roku | Escape         | Fryderyki 1999                                  | Nominacja | [ 31 ] |
| 1999 | Jazzowy muzyk roku | Piotr Wojtasik | Fryderyki 1999                                  | Nominacja | [ 31 ] |
| 2003 | Jazzowy album roku | Hope           | Fryderyki 2003                                  | Laur      | [ 32 ] |
| 2003 | Jazzowy muzyk roku | Piotr Wojtasik | Fryderyki 2003                                  | Laur      | [ 33 ] |
| 2008 | n.d.               | Circle         | Nagroda Muzyczna Programu Trzeciego – „Mateusz” | Nominacja | [ 34 ] |
| 2008 | Jazzowy muzyk roku | Piotr Wojtasik | Fryderyki 2008                                  | Laur      | [ 35 ] |
| 2008 | Jazzowy album roku | Circle         | Fryderyki 2008                                  | Laur      | [ 35 ] |
| 2023 | Album roku jazz    | Voices         | Fryderyki 2023                                  | Nominacja | [ 36 ] |
| 2023 | Artysta roku jazz  | Piotr Wojtasik | Fryderyki 2023                                  | Nominacja | [ 37 ] |